# Зухзух, Амин
Амин Зухзух (араб. أمين زحزوح‎; род. 11 августа 2000, Мдик, Танжер-Тетуан) — марокканский футболист, атакующий полузащитник клуба ФАР.

## Клубная карьера
Зухзух — воспитанник Футбольной академии Мухаммеда VI и французского клуба «Анже». В 2020 году игрок вернулся на родину, подписав контракт с «Юнион Туарга». В том же году он дебютировал за основной состав. В 2022 году игрок помог клубу выйти в элиту. 2 сентября в матче против «Дифаа» он дебютировал в Ботола лиге. Летом 2023 года Зухзух перешёл в ФАР. 30 августа в матче против «Шабаб Мохаммедия» он дебютировал за новую команду. 4 января 2024 года в поединке против «Атлетик Тетуан» Амин забил свой первый гол за ФАР.